# Epicypta amapensis
Epicypta amapensis är en tvåvingeart som beskrevs av Lane 1961. Epicypta amapensis ingår i släktet Epicypta och familjen svampmyggor. Inga underarter finns listade i Catalogue of Life.